# Notandissimi secreti de l'arte profumatoria

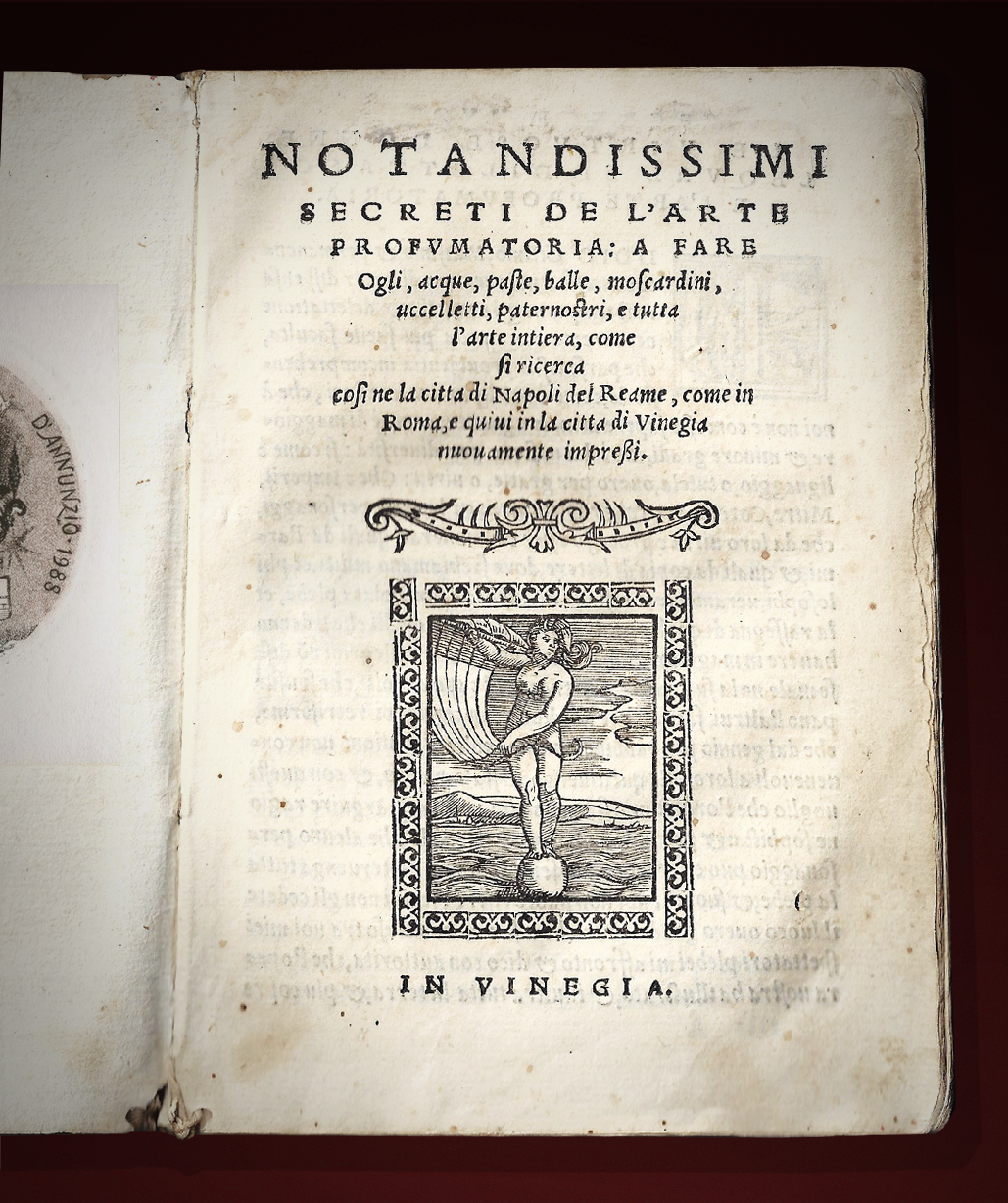
Rare Première Edition de 1555 ayant appartenu à D'Annunzio.

Notandissimi secreti de l'arte profumatoria (titre complet ; Notandissimi secreti de l'arte profumatoria, per far ogli, acque, paste, balle, moscardini, uccelletti, paternostri, et tutta l'arte intiera, come si ricerca, cosi nella città di Napoli del Reame, come in Roma, e quini in la città di Vinegia) est le titre du premier livre sur l'art de la parfumerie paru en Occident et publié pour la première fois à Venise en 1555.

## Œuvre
Œuvre de Giovanventura Rosetti, cet ouvrage, écrit en italien, est considéré comme le premier texte occidental sur les parfums. Il contient plus de trois cents recettes de parfums et de cosmétiques : des plus surprenantes comme  une lotion pour multiplier les cheveux (moltiplica i capelli) à des plus actuelles telle de blanchir les dents (A far li denti bianchi) ou de confectionner de l'eau florale à partir de lavande (A far l'acqua di fior di lavanda”).

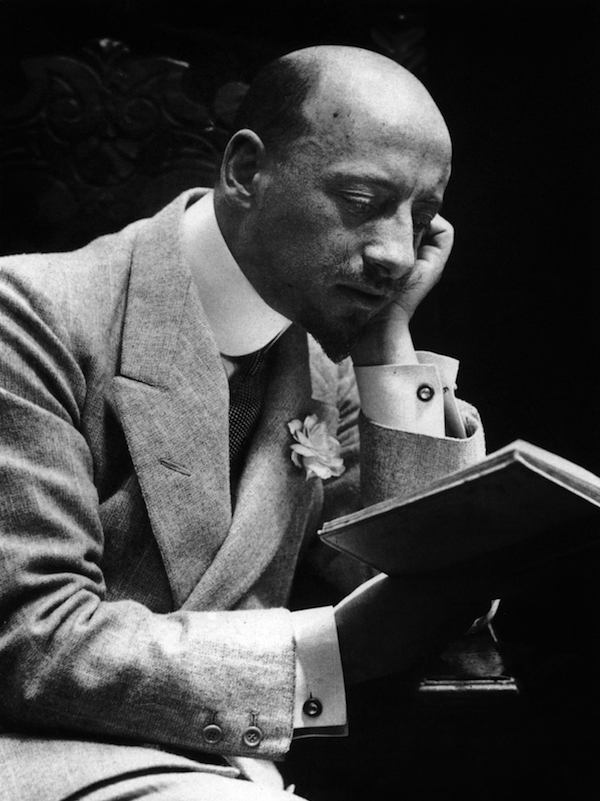
Gabriele D'Annunzio fut l'un des rares possesseurs d'une copie originale du Notandissimi.

## Exemplaires
Le tirage à très peu d’exemplaires et la discrétion des producteurs de parfum de l’époque – qui le considéraient comme le document de référence de la parfumerie –, rendent cet ouvrage rarissime et en font l’un des plus recherchés par les grandes maisons de cosmétique internationales,. Pour offrir la possibilité au grand public de pouvoir accéder à son contenu, la famille Vidal a consenti la réimpression anastatique de l’exemplaire qu’elle possédait à la maison d’édition Madive.

### L’exemplaire Vidal
Cet exemplaire, transmis de génération en génération par la famille vénitienne Vidal, célèbre pour la création de parfums de la marque homonyme, propriété de Henkel, est exposée dans le musée du palais Mocenigo à Venise, dans la salle des parfums,.

### L’exemplaire Sainte-Geneviève
Conservé dans la bibliothèque Sainte-Geneviève à Paris, il a été dévoilé au public durant l’exposition « No 5 Culture Chanel » au Palais de Tokyo à Paris,.